# Зиссер, Юрий Анатольевич
Ю́рий Анато́льевич Зи́ссер (28 июня 1960, Львов — 17 мая 2020, Минск) — белорусский программист, бизнесмен, основатель и совладелец белорусского интернет-проекта TUT.BY, председатель общего собрания участников ООО «ТУТ БАЙ МЕДИА» и ООО «Надежные программы».

## Биография
Юрий Зиссер родился 28 июня 1960 года во Львове. Отец был инженером, мать — музыкантом. Окончил Северо-Западный политехнический институт в Ленинграде по специальности «Электронные вычислительные машины».
В 1981—1982 годы работал техником, затем инженером-программистом в Львовском политехническом институте, на Львовском почтамте. В 1982—1987 годы работал инженером-программистом на львовском заводе «Биофизприбор». В 1987—1990 годы работал системным программистом в НИИ онкологии и медицинской радиологии Минздрава БССР (Боровляны, под Минском). Также там занимался наукой. В 1990—1991 годы работал программистом в кооперативе «Факел» в Лангепасе в Тюменской области.
С 1992 года — директор и владелец «Надёжные программы». С 1992 до 2005 года компания занималась разработкой, внедрением и сопровождением программного обеспечения электронных банковских технологий. Самым известным программным продуктом была система обслуживания населения в банке «Программа 35» (700 внедрений в более чем 100 банках России, Украины, Беларуси, Молдовы). Под эгидой фирмы «Надёжные программы» в 2000 году был создан белорусский портал TUT.BY, а также регистратор доменных имён и хостинг-провайдер hoster.by. С 25 февраля 2012 года «Надёжные программы» являются техническим администратором национальной доменной зоны .BY, а с 2015 года — и кириллической доменной зоны .БЕЛ.
В 2006 году Зиссер становится одним из учредителей первой белорусской цифровой газеты «Ежедневник», участвовал в ней до августа 2008 года. В 2007 году открыл компанию «Релсофт» (оффшорное программирование, резидент парка высоких технологий с 27 июня 2007 года). В сентябре 2008 года основал (вместе с группой журналистов) ООО «ЕТС» (PR в интернете). В декабре 2008 года стал соучредителем селлингового агентства интернет-рекламы «Веб-эксперт». В 2009 году стал соучредителем ООО «Интернет-портал Вельвет». В 2009—2010 годы курировал деятельность «Инстант Информейшн» — филиала нью-йоркской компании Instant Information Inc (разработка InfoNgen — технологии поиска данных о компаниях в интернете). В 2010 году этот бизнес стал принадлежать компании «Эпам Системз». В 2013—2015 годы стал соучредителем нескольких интернет-стартапов.
31 декабря 2011 года оставил должность генерального директора «Надёжные программы». С 2007 года являлся председателем общего собрания участников ООО «ТУТ БАЙ МЕДИА».
Работал доцентом Белгосуниверситета информатики и радиоэлектроники. Был тренером в ряде белорусских бизнес-школ. Автор ряда вузовских учебных пособий и книги «Маркетинг on-line».
Активный участник белорусского стартап-движения. В последние годы поддерживал социальное предпринимательство, в частности, конкурс социальных проектов SocialWeekend и благотворительную площадку Маесэнс. Занимался реставрацией органа в концертном зале «Верхний город». В 2015 году после двухлетнего обучения получил квалификацию «исполнитель старинной музыки» в Белорусской государственной академии музыки. Исполнял музыку на органных концертах. Поддерживал белорусских исследователей музыкальной культуры.
Скончался 17 мая 2020 года от рака желудка после продолжительной борьбы с заболеванием, не дожив шести недель до своего 60-летнего юбилея.

## Семья
- Жена — Юлия Чернявская, кандидат культурологии, доцент Белорусского государственного университета культуры и искусств, специалист по культурной антропологии, автор научных и художественных книг, пьес и стихов. Лауреат Национальной театральной премии[11].
- Дочь — Евгения Чернявская, окончила БГУ по специальности «Информация и коммуникация». Работала в TUT.BY с 2009 по 2015 год пиар-менеджером и руководителем проектов[12]. В настоящее время учится в бизнес-школе в Герцлии (Израиль)[13].
- Внучка — Алиса Гурина[14].

## Общественная деятельность
- Член Общественно-консультативного совета при Администрации президента Беларуси с момента его создания в феврале 2009 до его роспуска в сентябре 2011 года[15].
- Заместитель председателя Ассоциации организаций информационно-коммуникационных технологий «Белинфоком», участвовал в разработке стратегии развития информационного общества в Беларуси до 2015 года и план первоочередных мер по её реализации на 2010 год[16].
- 4 апреля 2016 года Зиссер участвовал в пьесе «Семь» в Национальном театре имени Янки Купала в рамках проекта Фонда ООН в области народонаселения в Беларуси[17].
- Один из авторов[18] президентского указа № 60, который усиливал регулирования интернета со стороны государства, ограничивал доступ к ресурсам с незаконным или нежелательным контентом, контроль над комментариями в интернете и над пользователями[19]. На лекции в ЕГУ в 2011 году Ю. Зиссер выступал с оправданием цензуры в интернете[20].

## Критика
В 2013 году главный редактор «Хартия’97» Наталья Радина обвинила Юрия Зиссера в сотрудничестве с режимом Лукашенко и получении выгоды от указа, запрещавшего белорусскому бизнесу размещать сайты за рубежом, поскольку он владел крупнейшей хостинговой компанией в стране. Зиссер отверг обвинения, заявил о намерении подать в суд за клевету и подчеркнул, что хостинговые компании, наоборот, пострадали, поскольку были вынуждены переносить оборудование из России в Беларусь.